# Stanisław Sławski (1881–1943)
Stanisław Sławski (ur. 11 grudnia 1881 w Poznaniu, zm. 9 marca 1943 w KL Auschwitz) – polski prawnik, adwokat, powstaniec wielkopolski, pułkownik audytor Wojska Polskiego.

## Życiorys
Urodził się w rodzinie Stanisława (prawnika) i Konstancji z Ziołeckich. Jego bratem był Roger (architekt), a siostrą Maria Wicherkiewicz (artystka). W 1900 ukończył Gimnazjum Marii Magdaleny w Poznaniu i rozpoczął studia prawnicze w Heidelbergu, Paryżu, Monachium i Getyndze. W 1903 złożył pierwszy egzamin prawniczy, a pracę doktorską obronił w 1911. Aplikację sądową odbywał w Kolonii, gdzie także uzupełniał studia (ekonomia polityczna). W 1906, w Berlinie, złożył egzamin sędziowski, a następnie podjął pracę w sądzie w Bydgoszczy, a potem w Poznaniu. W 1911 obronił pracę doktorską. Od 1914 prowadził w tym mieście, wspólnie z Władysławem Seydą, kancelarię adwokacką. Od tego roku należał też do PTPN.
W 1918 był uczestnikiem walk powstania wielkopolskiego, m.in. brał udział w zajęciu sądu przy ul. Młyńskiej i prezydium policji. 27 maja 1919 roku Komisariat Naczelnej Rady Ludowej przyjął go do sądownictwa wojskowego Sił Zbrojnych Polskich w byłym zaborze pruskim – „jako oficera korpusu sądowego” i nadał mu „na czas posiadania odpowiedniego stanowiska wojskowego charakter pułkownika”. Był wówczas prezydentem sądownictwa wojskowego w Poznaniu, stojąc na czele powołanego Głównego Sądu Wojennego. W trakcie powstania wielkopolskiego Stanisław Sławski pełnił następujące stanowiska: prezydenta Głównego Sądu Wojskowego w Poznaniu, prezydenta Sądownictwa Wojskowego, szefa Departamentu ,,F" Szefostwa Aprowizacji oraz szefa Sekcji I tego Departamentu. Głównodowodzący Wojsk Polskich byłego zaboru pruskiego generał piechoty Józef Dowbor-Muśnicki w rozkazie z 4 września 1919 napisał: „Prezydent Głównego Sądu Wojskowego pułkownik korpusu sądowego Sławski wystąpił z dniem 30 sierpnia 1919 ze służby czynnej w formacjach wielkopolskich. Na płk. Sławskiego spadła ogromna, bardzo skomplikowana i odpowiedzialna praca utworzenia sądownictwa wojskowego. Z powierzonego mu zadania płk. Sławski wywiązał się z dobrym skutkiem, za co, żegnając go obecnie, składam mu serdeczne podziękowanie”. 20 sierpnia 1919 został przyjęty do Wojska Polskiego z zatwierdzeniem w stopniu majora korpusu sądowego i zaliczony do rezerwy.
W 1919, po przejściu do rezerwy, został mianowany kierownikiem sekcji w Departamencie Sprawiedliwości Ministerstwa byłej Dzielnicy Pruskiej w Poznaniu. W listopadzie 1919 został członkiem Komisji Kodyfikacyjnej prawa polskiego. Prowadził też wykłady z prawa karnego i prawa kościelnego byłej dzielnicy pruskiej na Uniwersytecie Poznańskim. W lutym 1920 opuścił Poznań i udał się wraz z rodziną do Gdańska, gdzie został mianowany delegatem resortu sprawiedliwości w Konsulacie Generalnym RP na terenie Wolnego Miasta. W październiku 1920 wydelegowany był do Paryża, na rokowania dotyczące przygotowania konwencji polsko-gdańskiej odnośnie do prawnego statusu miasta. Był autorem wielu koncepcji i postulatów dotyczących tych rozwiązań. Zabierał też głos w siedzibie Ligi Narodów w Genewie, w celu sprecyzowania polskich praw w porcie gdańskim.  
W 1922 roku został zweryfikowany w stopniu pułkownika ze starszeństwem z 1 czerwca 1919 roku w korpusie oficerów rezerwy sądowych. W 1934 roku pozostawał w ewidencji Powiatowej Komendy Uzupełnień Poznań Miasto. Był wówczas pułkownikiem ze starszeństwem z 1 czerwca 1919 roku w korpusie oficerów pospolitego ruszenia sądowych.
W 1925 powrócił do Poznania, gdzie prowadził kancelarię adwokacką z bratem Janem. Został w tym czasie aktywnym członkiem Ligi Morskiej i Kolonialnej. Był też akcjonariuszem i członkiem rady nadzorczej Banku Związku Spółek Zarobkowych. Do września 1939 był radcą prawnym Kurii Arcybiskupiej w Poznaniu. Od 1926 był honorowym konsulem Grecji i za swą działalność w tym zakresie otrzymał od rządu greckiego Order Feniksa. Był również członkiem zakonu Kawalerów Maltańskich.
W latach 1915–1917 oraz 1926–1927 był prezesem Klubu Wioślarskiego z roku 1904 w Poznaniu. Był inicjatorem założenia w Gdańsku w roku 1922 polskiego Klubu Wioślarskiego. 
Był kolekcjonerem sztychów i starych książek oraz rękopisów. Przed II wojną światową rozpoczął porządkowanie zbiorów i we wrześniu 1939 przekazał je (m.in. rozległe archiwum Mottych) do Biblioteki Raczyńskich, pozostając w przekonaniu, że uchroni je to przed zniszczeniem. Zbiory w całości spłonęły w 1945, zachowało się tylko archiwum fotograficzne, którego nie zdążono przekazać.
Wiosną 1940 rodzina została wyrzucona z willi przy ul. Zbąszyńskiej, a Stanisław wyjechał do Radomia, gdzie uzyskał pracę. 10 listopada 1942 został aresztowany przez Gestapo i wywieziony do obozu Auschwitz-Birkenau, gdzie zmarł w marcu 1943.

### Małżeństwo i dzieci
7 września 1915 poślubił Izabellę (ur. 1892), córkę Jana Motty’ego. W Poznaniu zamieszkiwali przy ul. Matejki 60 i Zbąszyńskiej 3 (od 1933). Mieli dwie córki: Marię (1916–1977) i Anielę (ur. 1918), historyka sztuki.

## Publikacje
- Dostęp Polski do morza a interesy Prus Wschodnich (1925, przekłady na języki: niemiecki, angielski, francuski i włoski)
- Gdańsk, Polska a Niemcy (1926)[2]

## Ordery i odznaczenia
- Krzyż Komandorski Orderu Odrodzenia Polski (30 kwietnia 1925)[12][2]
- Złoty Krzyż Zasługi (5 lipca 1939)[13]
- Order Feniksa (Grecja)